# Branhie

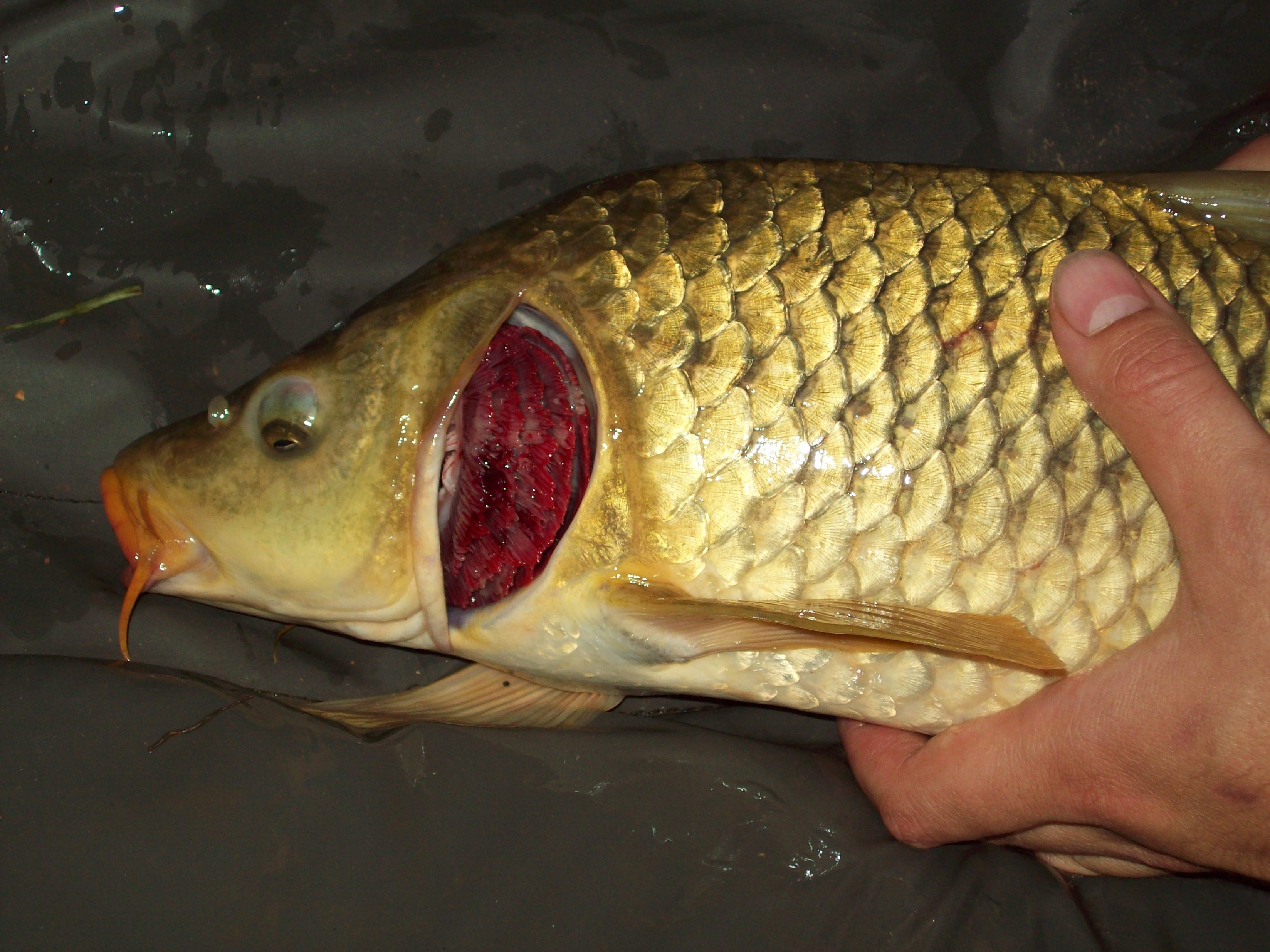

Branhia este o structură anatomică întâlnită la mai multe organisme acvatice. Acesta este un organ de respirație care extrage oxigenul din apă, în timp ce excretă dioxid de carbon. Structura microscopică a unei branhii prezintă o suprafață mare către mediul extern. Multe animale microscopice acvatice, precum și unele care sunt mai mari, dar inactive, pot absorbi oxigenul necesar prin întreaga suprafață a corpurilor lor și, astfel, pot respira în mod adecvat și fără branhii. Cu toate acestea, un organism acvatic complex și/sau activ necesită de obicei una sau mai multe branhii.

## Branhie artificială
Membrană semipermeabilă concepută pentru a permite organismului schimbul de gaze între sânge și mediul acvatic exterior, fără a folosi un aparat autonom de respirat sub apă.
Până în prezent nu s-a obținut un material corespunzător pentru fabricarea acestei membrane care trebuie să aibă mai multe proprietăți:
- să permită un schimb rapid de gaze (O2 și CO2) între cele două medii
- să aibă calități mecanice și fizico-chimice constante
- să nu producă efecte fiziologice secundare (respingere de către organism, coagulare etc)
- să nu permită schimburi ionice sau osmotice între medii.

În anul 1964 Dr. Walter Robb testează membrane de siliconi cu grosimea de 125 de microni folosite la rinichii artificiali.